# Bosone (cardinale)
Bosone (o Boso), detto Breakspear (... – Roma, 1181) è stato un religioso e cardinale italiano.
Secondo l'antica storiografia Bosone era inglese di St Albans, cardinal nipote di papa Adriano IV per parte di madre. Divenuto monaco benedettino in giovane età, entrò nell'Abbazia di St Albans e poi, quando lo zio Nicholas venne eletto papa, si stabilì presso la curia romana e venne nominato cardinale.
Questa versione era accettata fino all'inizio del XX secolo, ma successivamente fu contestata da numerosi storici. Johannes M. Brixius smentì la tradizione che lo identificava come nipote di Adriano IV e monaco benedettino. Egli mostrò come né la sua parentela con Adriano IV, né l'appartenenza all'Ordine benedettino siano dimostrate da fonti dell'epoca, mentre i privilegi pontifici connessi alla titolarità cardinalizia di Santa Pudenziana indicherebbe la sua appartenenza ai Canonici Regolari di Santa Maria in Reno. Quindi Brixius, pur ritenendolo di origine inglese, sostiene che egli appartenne a quest'ultima congregazione.
La monografia di F. Geisthardt (1936) sul cardinale Bosone rigetta quasi tutti gli elementi della sua tradizionale biografia, antecedenti la sua elevazione al cardinalato. Egli dimostrò che la sua carriera presso la curia romana fu anteriore di parecchio a quella del presunto zio Nicholas Breakspear. Egli avrebbe operato a Roma almeno dal 1135 come membro della corte di Guido da Vico, Cardinale diacono dei Santi Cosma e Damiano, che fu il suo primo protettore, invece che Nicola Breakspear, alla corte pontificia.
Geisthardt ha stabilito che Bosone nacque molto probabilmente a Loppia presso Lucca. Le sue conclusioni sono ora accettate nella letteratura accademica.

## Biografia
Entrò nella congregazione dei Canonici Regolari di Santa Maria in Reno a Bologna. Nel 1135 entrò a servizio del cardinale Guido da Vico, che accompagnò nella sua missione come legato pontificio in Spagna nel 1143. Dopo la morte di Guido nel 1149, Bosone lo sostituì nella Cancelleria pontificia, sebbene privo del titolo vero e proprio di cancelliere. Egli esercitò tale funzione fino al 3 maggio del 1153.
Quando il cardinale Nicholas Breakspear divenne papa Adriano IV, nel dicembre del 1154, nominò Bosone camerlengo di Santa Romana Chiesa e gli affidò il governo di Castel Sant'Angelo, sospettando della fedeltà del popolo romano. Due anni dopo, nel dicembre del 1156, lo nominò Cardinale diacono dei Santi Cosma e Damiano: come tale egli sottoscrisse le bolle pontificie fra il 4 gennaio 1157 ed il 1º agosto 1165.
Quando Adriano IV morì, emersero dissensi fra gli elettori del suo successore, il che si risolse in uno scisma destinato a durare 17 anni. Quattro cardinali filo-imperiali elessero il cardinale Ottaviano de' Monticelli, che prese il nome di Vittore IV, il quale tuttavia venne riconosciuto solo dai tedeschi (ed è considerato antipapa). Il giorno della inumazione della salma di Adriano IV in Vaticano, il 5 settembre, il cardinale Bosone, che aveva assunto la leadership della maggioranza del Sacro Collegio, ventitré cardinali, li riunì in Castel Sant'Angelo, per sfuggire alla cattura da parte dei seguaci di Vittore IV. Qui essi elessero subito il successore di Adriano IV nella persona del cardinale Rolando Bandinelli di Siena, che venne consacrato con il nome di papa Alessandro III.
Il nuovo papa fu conscio di dovere la sua elezione al cardinale Bosone e non più tardi del 18 marzo 1166 lo nominò Cardinale presbitero di Santa Pudenziana (egli infatti sottoscrisse le bolle pontificie emesse fra il 18 marzo 1166 ed il 29 luglio 1178). Nonostante si fosse dimesso da camerlengo, Bosone fu successivamente incaricato di numerose, importanti missioni nel Norditalia (1160/61, 1162, 1173/74, 1177).
Quando papa Alessandro III si recò a Venezia per ricevere l'atto sottomissione e di fedeltà da parte dell'imperatore Federico II e per ratificare la pace di Venezia (24 giugno 1177), che poneva fine allo scisma, era accompagnato dal cardinale Bosone.
Bosone aveva una grande reputazione non solo per la sua pietà, ma anche la sua cultura ed era considerato dagli scrittori suoi contemporanei il più eminente teologo dei suoi tempi. Egli predispose o scrisse personalmente le Vite di molti papi dell'XI e del XII secolo, fra le quali anche quella dello zio. Saltuariamente Bosone fu anche poeta.
Egli morì nel 1181 e fu sepolto a Roma.

## Conclavi
Durante il periodo del suo cardinalato, Bosone Breakspear partecipò al conclave del 1159, che elesse papa Alessandro III. Alcune fonti lo indicano presente anche al conclave del 1181, che elesse papa Lucio III, ma da altre sembra invece che all'epoca non fosse più in vita.